# Steinkirchen (Bajorország)
Steinkirchen település Németországban, azon belül Bajorországban. Lakosainak száma 1349 fő (2023. december 31.).

## Népesség
A település népessége az elmúlt években az alábbi módon változott:
| Lakosok száma | 848  | 1109 | 1069 | 1180 | 1174 | 1203 | 1219 | 1256 | 1303 | 1349 |
|               | 1875 | 1950 | 1970 | 2011 | 2013 | 2014 | 2016 | 2019 | 2021 | 2023 |